# Izatovci
Izatovci (en serbe cyrillique et en bulgare : Изатовци) est un village de Serbie situé dans la municipalité de Dimitrovgrad, district de Pirot. Au recensement de 2011, il comptait 31 habitants.

## Démographie
| 1948 | 1953 | 1961 | 1971 | 1981 | 1991 | 2002 | 2011 |
| ---- | ---- | ---- | ---- | ---- | ---- | ---- | ---- |
| 366  | 319  | 253  | 201  | 106  | 56   | 31   | 31   |

|  |